# Call It What You Want
Call It What You Want – utwór amerykańskiego indiepopowego zespołu Foster the People, który znalazł się na ich debiutanckim albumie studyjnym, zatytułowanym Torches. Utwór wydany został 2 grudnia 2011 roku przez wytwórnię Columbia Records jako trzeci singel z pierwszego albumu. Twórcą tekstu utworu jest Mark Foster, który wraz z Paulem Epworthem zajął się jego produkcją. Do singla nakręcono także teledysk, a jego reżyserią zajął się Ace Norton. Utwór był notowany na 39. miejscu na liście przebojów w Australii oraz uzyskał status złotej płyty w tym kraju.

## Pozycje na listach przebojów
| Kraj            | Lista (2011-12)  | Najwyższa pozycja | Status      |
| --------------- | ---------------- | ----------------- | ----------- |
| Australia       | Top 50 Singles   | 39                | złota płyta |
| Wielka Brytania | UK Singles Chart | 139               | –           |